# Jean-Loup Waldspurger
Pour les articles homonymes, voir Waldspurger.
Jean-Loup Waldspurger, né le 2 juillet 1953 à Enghien-les-Bains, est un mathématicien français, dont les domaines d'études sont principalement la théorie des nombres et des formes modulaires.

## Biographie
Jean-Loup Waldspurger est un ancien élève de l'École normale supérieure de Paris (S 1972), ayant soutenu sa thèse en 1980 sous la direction de Marie-France Vigneras. Il est directeur de recherche au CNRS et à l'institut de Mathématiques de Jussieu de Paris, membre de l'Académie des sciences depuis 2017. Il a reçu le prix Clay en 2009 pour ses travaux portant sur l'analyse harmonique p-adique et ses contributions au lemme fondamental du programme de Langlands (prouvé par Ngô Bảo Châu). Il a également reçu la médaille d'argent du CNRS en 1996 ainsi que le prix Mergier-Bourdeix.

## Travaux scientifiques
Les travaux de Jean-Loup Waldspurger concernent la théorie des formes automorphes. Il a mis en  évidence les liens existant entre les coefficients de Fourier de formes modulaires de poids demi-entier et les valeurs de fonctions L ou les périodes de formes modulaires de poids entier. Avec Colette Moeglin, il a démontré la conjecture de Jacquet décrivant le spectre discret des groupes GL(n). D’autres travaux sont consacrés aux intégrales orbitales sur les groupes p-adiques : intégrales orbitales unipotentes, preuve de la conjecture de transfert de Langlands-Shelstad conditionnelle au « lemme fondamental », lequel a été ultérieurement prouvé par Ngô Bảo Châu. Jean-Loup Waldspurger a prouvé la conjecture de Gross-Prasad pour les groupes SO(N) sur un corps p-adique. Avec Colette Moeglin, il a écrit deux gros volumes qui établissent la formule des traces stable pour les espaces tordus.
Quelques publications récentes sont accessibles sur son site web.